# Спасительны-Ты
Спасительны-Ты (также Спасительныты) — озеро в Ловозерском районе Мурманской области, расположенное на севере Кольского полуострова, северо-восточнее озёр Спиридон и Лявозеро, юго-западнее озера Максим-Ты и северо-западнее озера Василий-Ты. Относится к бассейну Баренцева моря.
Площадь зеркала — 7,3 км². Высота над уровнем моря — 227,4 м. Длина озера составляет около 5,6 км при максимальной ширине 1,7 км в северной части. Площадь водосбора составляет 450 км².
Имеет неправильную форму, с сильно изрезанной береговой линией. Через озеро протекает порожистая река Восточная Лица, которая впадает на юге и вытекает на северо-востоке. Протокой соединено с озером Спиридон. Имеется несколько островов, наиболее крупный из которых имеет длину более 600 м. На берегах — холмы высотой до 323,6 м (гора Илья-Мыльк на северо-западе). Берега покрыты тундровой, лесотундровой и болотной растительностью.
Код водного объекта в государственном водном реестре — 02010000911101000004642.